# Jak ztratit kluka v 10 dnech
Jak ztratit kluka v 10 dnech (v originále How to Lose a Guy in 10 Days) je romantická komedie z roku 2003 od režiséra Donalda Petrie. Film měl v Americe premiéru 27. ledna 2003 a v Česku měl premiéru 8. května 2003. 

## Obsazení
| Kate Hudson         | Andie Anderson  |
| Matthew McConaughey | Ben Barry       |
| Kathryn Hahn        | Michelle Rueben |
| Annie Parisse       | Jeannie         |
| Adam Goldberg       | Tony            |